# Marshal Johnson
Marshal Mfon Johnson (Uyo, 12 dicembre 1989) è un calciatore nigeriano, centrocampista del Buje.

## Palmarès

### Club

#### Competizioni nazionali
- Coppa di Slovenia: 1

Gorica: 2013-2014
- Campionato nigeriano: 1

Akwa United: 2020-2021
- Druga nogometna liga: 1

Opatija: 2023-2024